# Gorno Drjanovo
Gorno Drjanovo (Bulgaars: Горно Дряново) is een dorp in het zuidwesten van Bulgarije. Het dorp is gelegen in de gemeente Garmen, oblast Blagoëvgrad. Het dorp ligt hemelsbreed 72 kilometer ten zuidoosten van Blagoëvgrad en 123 kilometer ten zuiden van Sofia. 

## Bevolking
Op 31 december 2020 telde het dorp Gorno Drjanovo 933 inwoners, een daling ten opzichte van het maximale aantal van 1.042 personen in 2001.
|  |

In het dorp wonen voornamelijk etnische Bulgaren. In de optionele volkstelling van 2011 identificeerden 920 van de 999 ondervraagden zichzelf als etnische Bulgaren, oftewel 92,1%.
| Etnische samenstelling van de respondenten (2011) | Etnische samenstelling van de respondenten (2011) | Etnische samenstelling van de respondenten (2011) | Etnische samenstelling van de respondenten (2011) | Etnische samenstelling van de respondenten (2011) |
| ------------------------------------------------- | ------------------------------------------------- | ------------------------------------------------- | ------------------------------------------------- | ------------------------------------------------- |
|                                                   |                                                   |                                                   |                                                   |                                                   |
| Bulgaren                                          | Bulgaren                                          |                                                   | 92,1%                                             | 92,1%                                             |
| Turken                                            | Turken                                            |                                                   | 1,2%                                              | 1,2%                                              |
| Roma                                              | Roma                                              |                                                   | 0,0%                                              | 0,0%                                              |
| Anders/Onbekend                                   | Anders/Onbekend                                   |                                                   | 6,7%                                              | 6,7%                                              |